# 1506年里斯本大屠殺
1506年里斯本大屠殺（葡萄牙語：Massacre de Lisboa de 1506）是指在1506年4月19日至4月21日期間，在葡萄牙首都里斯本發生的屠殺事件。

## 屠殺背景
1497年，在葡萄牙國王曼紐一世統治時期，葡萄牙王國強迫猶太人由猶太教改為皈依天主教會。這批改宗的猶太人又被稱呼為「新基督徒」。

## 屠殺經過
1506年4月19日，一群前往教堂的葡萄牙天主教會信徒，襲擊並殺害多名被懷疑是猶太人的民眾。這批天主教會信徒開始指控其他人是猶太人，聲稱猶太人和瑪拉諾是造成國家乾旱、飢荒和瘟疫的主要原因，並且是異端人士。很快地，這起暴力事件升級為里斯本各地街頭的反猶太主義騷亂，追捕、迫害、折磨、強暴、濫殺和燒死被指控是猶太人的民眾，並造成數千人死亡。
一直到葡萄牙國王曼紐一世派遣軍隊干預、並對罪犯處以重刑後，這場騷亂才宣告結束。根據當時加西亞·德·雷森德的紀錄，這起事件造成多達 4,000名新基督徒死亡。